# Haxhi Lleshi
Haxhi Lleshi (1 de mayo de 1913 - 1 de enero de 1998) fue un líder militar y político comunista albanés que ejerció como Presidente del Presidium de la Asamblea Popular de la República Popular Socialista de Albania entre 1953 y 1982.

## Biografía
Desde 1926 trabajó como pastor en su tierra natal. Como parte del movimiento republicano opuesto al entonces rey Zog I, la familia de Lleshi huyó hacia el Reino de Yugoslavia, donde se asentaron en Debar. Entre 1926 y 1931 Haxhi acudió a la escuela primaria, más tarde fue matriculado en una escuela de albanés y posteriormente en una de serbocroata.
Con la invasión italiana de Albania, Lleshi y su amigo de la diásopra Myslim Peza fueron enviados de vuelta a Albania. Lleshi recibió ayuda financiera de los yugoslavos, parte de la cual iba destinada a apoyar a las dispersas actividades anti-italianas en Albania; la más notoria de ellas era la unidad guerrillera conocida como "Çeta e Pezës".
En vísperas de la invasión nazi de Yugoslavia, diversas unidades paramilitares (la mayoría albanesas) apoyaron al Ejército yugoslavo que cruzaba la frontera y atacaba las posiciones italianas, pobremente organizadas y preparadas, en dos direcciones: cerca de Shköder y cerca de Pogradec (Qafë Thanë). Haxhi Lleshi, comandando a 200 hombres, junto a su tío Aqif Lleshi, al mando de 100 hombres (ambos a las órdenes del coronel yugoslavo Gojko Jovanović), cruzaron la frontera y se dirigieron de Ostren i Vogël hacia Bllatë. El rápido avance de la Wehrmacht provocó el fracaso de la insurgencia yugoslava; las unidades regresaron a Yugoslavia y allí Lleshi se vio implicado en combates junto al Ejército yugoslavo en el breve y fallido intento de detener el avance alemán hacia Debar.
Lleshi fue uno de los máximos comandantes en la lucha albanesa contra italianos y alemanes en la Segunda Guerra Mundial. Cuando se estableció un gobierno dominado por los comunistas en 1944, Lleshi fue nombrado Ministro del Interior y sirvió en ese puesto hasta 1946. Su nombre fue mencionado en un informe de la CIA de 1952 como informante yugoslavo, junto a Myslym Peza.
El 1 de agosto de 1953, Lleshi fue elegido presidente del Presidium de la Asamblea Popular de Albania, puesto equivalente al de jefe de Estado. Fue nominalmente el tercer hombre más poderoso del país, detrás del secretario general Enver Hoxha y el primer ministro Mehmet Shehu. Durante el periodo de Lleshi en el poder, Albania se convirtió en una de las más independientes naciones comunistas, primero debido a sus disputas con la Unión Soviética y alineándose con la República Popular China, y después debido a sus disputas con China en la década de 1970.
Lleshi se retiró de su posición como Presidente del Presidium el 22 de noviembre de 1982, tras casi 30 años en el cargo, cuando Hoxha reestructuró el gobierno. Hoxha murió tres años después, y durante principios de la década de 1990, el régimen comunista cayó, pero Lleshi continuó viviendo en Albania.
El 13 de febrero de 1995, el entonces presidente albanés Sali Berisha promulgó el decreto N. 1018 - sobre la abolición de todos los premios y títulos honorarios otorgados a los líderes del régimen comunista. Esta decisión afectó a Enver Hoxha (de forma póstuma), Nexhmije Hoxha, Husni Kapo (de forma póstuma), Shefket Pechi, Gogo Nushi (de forma póstuma), Spiro Koleki, Khaki Toski (de forma póstuma), Hadzhi Lesha. Así, Haji Leshi fue despojado del título de "Héroe del Pueblo".
Pese a que Lleshi fue reelecto al Parlamento después de la caída del régimen en las elecciones de 1996, un grupo de funcionarios de alto rango de la Sigurimi fueron procesados acusados de "genocidio y crímenes contra la humanidad". Las sentencias fueron duras, incluyendo la pena de muerte, pero pronto los cargos fueron perdiendo dureza. Haxhi Lleshi, de 83 años de edad, fue sentenciado a cadena perpetua, pero un mes después, el 24 de julio de 1996, fue puesto en libertad bajo fianza por razones de salud y debido a su avanzada edad.
En 1998 murió por causas naturales en Tirana.
- Datos: Q212666
- Multimedia: Haxhi Lleshi / Q212666